# 五大力船
五大力船（ごだいりきせん、ごだいりきぶね）は、江戸近辺の海運に用いられた海川両用の廻船。「五大力」の語源は、「五大力菩薩」からという説がある。

## 利用状況
おもに江戸時代から昭和初期まで使用された。旅客輸送にも用いられ、日本橋と木更津間で貨客輸送を行っていた船は、「木更津船」と呼ばれる。

## 特徴
河川を航行できるように喫水が浅く、船体の幅が狭くなっている。そのため、他の廻船のように、小型船で荷役するようなことはなく、海からそのまま河口に乗入れて、市中の河岸に横付けすることができる。海では帆を立てて帆走し、河川では棹が使用できるよう、舷側に棹走りと呼ばれる台が設けられている。
- 全長：31尺（約9m）～65尺（約20m）
- 幅：8尺（約2.5m）～17尺（約5m）
- 載貨重量：60石積（9トン）～500石積（75トン）[2]。